# Arvydas Juozaitis
Arvydas Juozaitis (n. 18 aprilie 1956, Vilnius, RSS Lituaniană, URSS) este un cadru didactic universitar ce a reprezentat Uniunea Republicilor Sovietice Socialiste, medaliat olimpic. A participat la 1 ediție a Jocurilor Olimpice (1976) în care a câștigat 1 medalie de bronz.

## Participări
Lista de mai jos prezintă principalele competiții la care a participat Arvydas Juozaitis de-a lungul carierei.
- swimming at the 1976 Summer Olympics – men's 100 metre breaststroke[*]